# Louis Spohr
Louis Spohr, rodným jménem Ludwig Spohr (5. dubna 1784, Braunschweig – 22. října 1859, Kassel) byl německý hudební skladatel, houslista a dirigent.
Napsal deset symfonií (nejznámější Die Weihe der Töne, Posvěcení tónů), deset oper (mj. Faust, Zemira a Azor, Jessonda, Horský duch), 18 houslových koncertů, čtyři oratoria a řadu komorních skladeb. Jeho dílo stálo dlouho na pomezí klasicismu a romantismu, na konci jeho života se však stalo stylově obtížně definovatelné.
Jeho nejznámější opera Faust měla roku 1816 premiéru v Praze. Poprvé uvedla do vážné opery faustovskou legendu a jako první využila tzv. leitmotivu (jiné zdroje uvádějí jako jeho původce A. Grétryho[zdroj?]). Roku 1817 se Spohr stal řídícím opery ve Frankfurtu nad Mohanem, roku 1821 dvorním dirigentem v Kasselu. Pro svůj politický radikalismus však ztratil přízeň mocných a byl roku 1857 penzionován. Krátce na to si zlomil levou ruku a ztratil též možnost koncertovat.
Spohr byl vynikající učitel hudby a vynalezl houslový podbradek. Vychoval asi 200 houslových žáků, k nejznámějším patří Henry Blagrove a Henry Holmes. Byl blízkým spolupracovníkem Ludwiga van Beethovena a byl svobodným zednářem.
Roku 1954 v Kasselu vznikla Spohr-Gesellschaft propagující jeho dílo.